# Ołeh Szuplak
Ołeh Szuplak (ukr. Олег Ілліч Шупляк, ur. 23 września 1967 w Buszczu) – ukraiński malarz. Członek Narodowego Związku Artystów Ukrainy (2000). Zasłużony Malarz Ukrainy (2017). Honorowy Obywatel Brzeżan (2016). Ojciec Witalija Szuplaka.

## Życiorys
W 1991 roku ukończył studia na Wydziale Architektury Lwowskiego Instytutu Politechnicznego.
Pracował jako nauczyciel sztuki wizualnej w rodzinnej wsi (1997–2001), oraz jako nauczyciel rysunku i malarstwa w Dziecięcej Szkole Artystycznej w Brzeżanach (2000–2013).

## Twórczość
Pracuje w różnych dziedzinach malarstwa. Znany jest z cyklów „Dwowzory” (Двовзори), „Ukraiński kosmos” (Український космос), „Ziemia ojczysta” (Рідна земля) i „Przeloty nad polami” (Польоти над полями).
Ilustracje z portretem Szewczenki były wykorzystywane w artykułach, czasopismach i książkach, m.in. w podręcznikach uniwersytetów w Cambridge i Oksfordzie.
Autor monety 5 hrywien "Do 30-lecia Niepodległości Ukrainy" (2021).

## Wystawy[7]
Ołeh Szuplak był uczestnikiem wystaw krajowych i międzynarodowych:
| Rok  | Miasto          |
| ---- | --------------- |
| 1991 | Brzeżany        |
| 1993 | Nottingham      |
| 1994 | Brzeżany        |
| 2004 | Brzeżany        |
| 2012 | Kijów           |
| 2012 | Krzemieniec     |
| 2013 | Petersburg      |
| 2013 | Czernihów       |
| 2013 | Vejle           |
| 2014 | Kijów           |
| 2014 | Zbaraż          |
| 2014 | (różne miasta)  |
| 2015 | Poznań          |
| 2015 | Kluczbork       |
| 2015 | Budapeszt       |
| 2015 | Udine           |
| 2016 | Brzeżany        |
| 2016 | Krzemieniec     |
| 2016 | Poznań          |
| 2016 | Budapeszt       |
| 2016 | Udine           |
| 2016 | Dubno           |
| 2016 | Równe           |
| 2017 | Halicz          |
| 2017 | Barcelona       |
| 2017 | Nowy Sad        |
| 2017 | Iwano-Frankiwsk |
| 2017 | Zielona Góra    |
| 2017 | Lizbona         |
| 2017 | Braga           |
| 2018 | Lizbona         |
| 2018 | Redondo         |
| 2018 | Kołomyja        |
| 2018 | Mafra           |
| 2018 | Bangkok         |
| 2019 | Kijów           |
| 2019 | Morynci         |
| 2019 | Czarnomorsk     |
| 2019 | Zborów          |
| 2019 | Paryż           |
| 2019 | Koziatyn        |
| 2020 | Madryt          |
| 2021 | Kijów           |
| 2021 | Saint-Saturnin  |
| 2022 | Madryt          |
| 2022 | Luksemburg      |
| 2022 | Berlin          |

## Nagrody
- Zasłużony Malarz Ukrainy (2017)[7];
- Wyróżnienie Prezydenta Ukrainy – medal pamiątkowy "25 lat niepodległości Ukrainy" (2016)[8];
- Wszechukraińska Nagroda Literacka i Artystyczna im. Bohdana i Lewka Łepkich (2018)[7];
- Tarnopolska Nagroda Obwodowa im. Mychajła Bojczuka (2014)[7];
- Honorowy Obywatel Brzeżan (2016)[9];
- złoty medal laureata i dyplom „Za mistrzostwo i stworzenie unikalnego stylu w sztukach plastycznych” Międzynarodowej Fundacji „Kulturalne dziedzictwo” (2013, Petersburg, Rosja)[7];
- zwycięzca (pierwsze miejsce) Ogólnoukraińskiego otwartego konkursu na najlepszy projekt logo z okazji 200. letniej rocznicy urodzin Tarasa Szewczenki (2013, Kijów)[7][3].